# Meister von Frauenroth

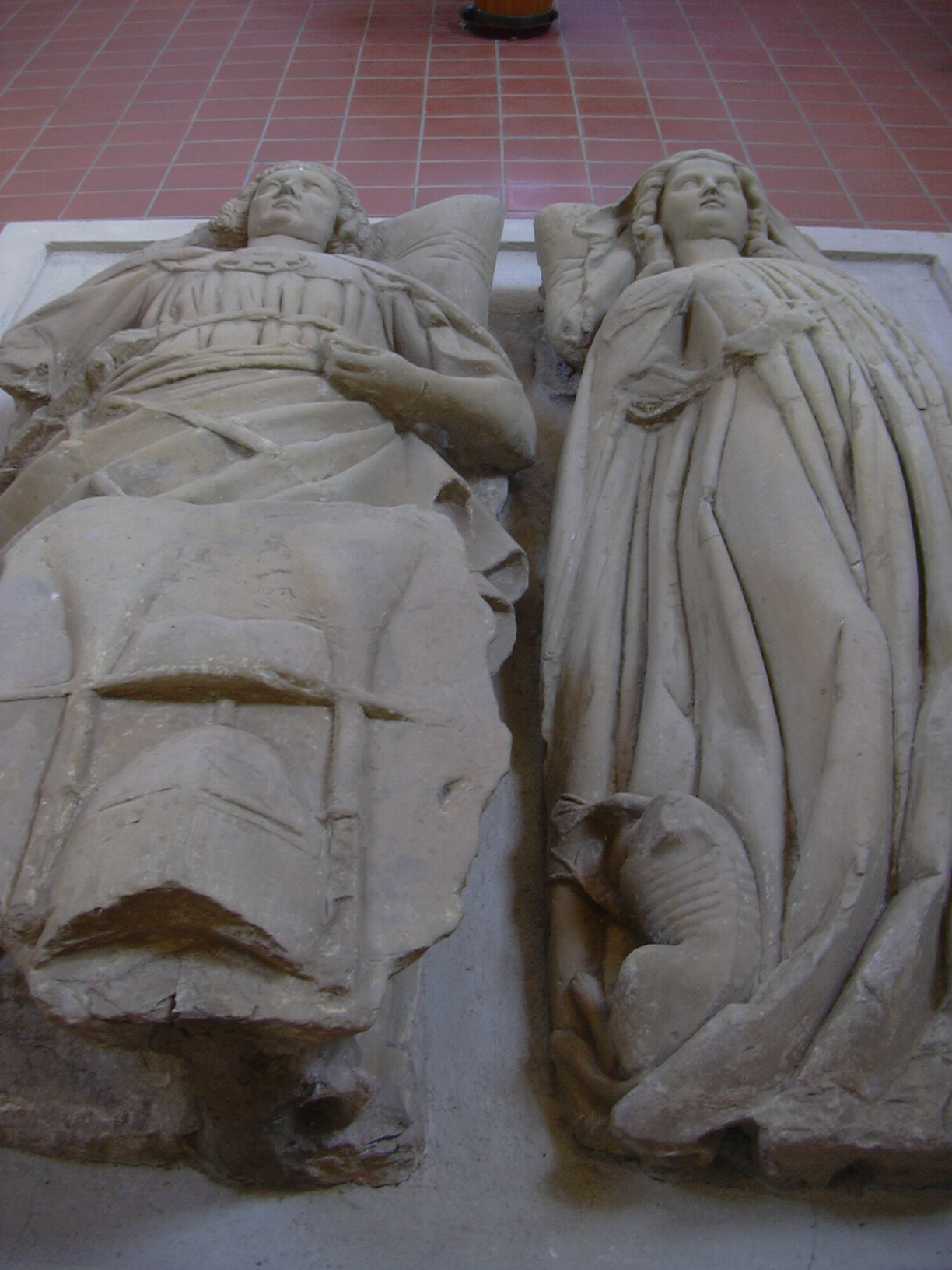
Hochgrab des Grafen Otto und der Gräfin Beatrix in Frauenroth, Mitte des 13. Jahrhunderts

Als Meister von Frauenroth wurde in der Kunstgeschichte der gotische Bildhauer bezeichnet, der in der Mitte des 13. Jahrhunderts das Hochgrab der Stifter des Klosters in der Kirche des Zisterzienserinnenklosters Frauenroth in Unterfranken geschaffen hat.
Das Hochgrab hinter dem Hochaltar in Frauenroth zeigt auf den Deckplatten die Liegefiguren des vor 1245 verstorbenen Grafen Otto von Botenlauben und seiner Frau Beatrix. Um den Notnamen eines Meister von Frauenroth herum wurde versucht, die Persönlichkeit des namentlich nicht bekannten Künstlers zu definieren, der hohe handwerkliche Fertigkeit und herausragende künstlerische Qualität zeigte. Das „höfisch vornehme“ Grabdenkmal deutet auf Vertrautheit mit aus Regionen Frankreichs kommenden neuen Stilelementen der Bildhauerei seiner Zeit, wie sie sich auch bei anderen kunsthistorisch bedeutenden frühgotischen Bildhauern wie dem Naumburger Meister oder den Steinmetzen des Straßburger Münsters finden. Es wurde daher vermutet, dass der Meister von Frauenroth im Gefolge der aus einer französischen Adelsfamilie stammenden Frau Ottos nach Frauenroth kam.
Weiter wurde versucht, eine Verbindung des Meisters von Frauenroth zur Steinfigur einer „Lächelnden Madonna“ des 13. Jahrhunderts herzustellen. Es wurde spekuliert, dass die in einem Acker nahe Frauenroth gefundene und heute in der Kirche von Lauter aufgestellte Figur wahrscheinlich nach Plünderung des Klosters aus Frauenroth verschleppt worden war. Die Figur ist dem burgundischen Bildhauerstil des 13. Jahrhunderts zuzuordnen und wurde als weiteres Werk des Meisters bezeichnet.
Kunsthistorisch ist jedoch nicht weiter zu klären, wer die reich verzierten Skulpturen in Frauenroth und Lauter geschaffen hat. In neuerer Zeit werden beide meist nur als von unbekannter Hand geschaffen bezeichnet. Der Notname eines Meisters von Frauenroth wird dabei wohl kaum mehr zitiert.